# Pathologische fractuur

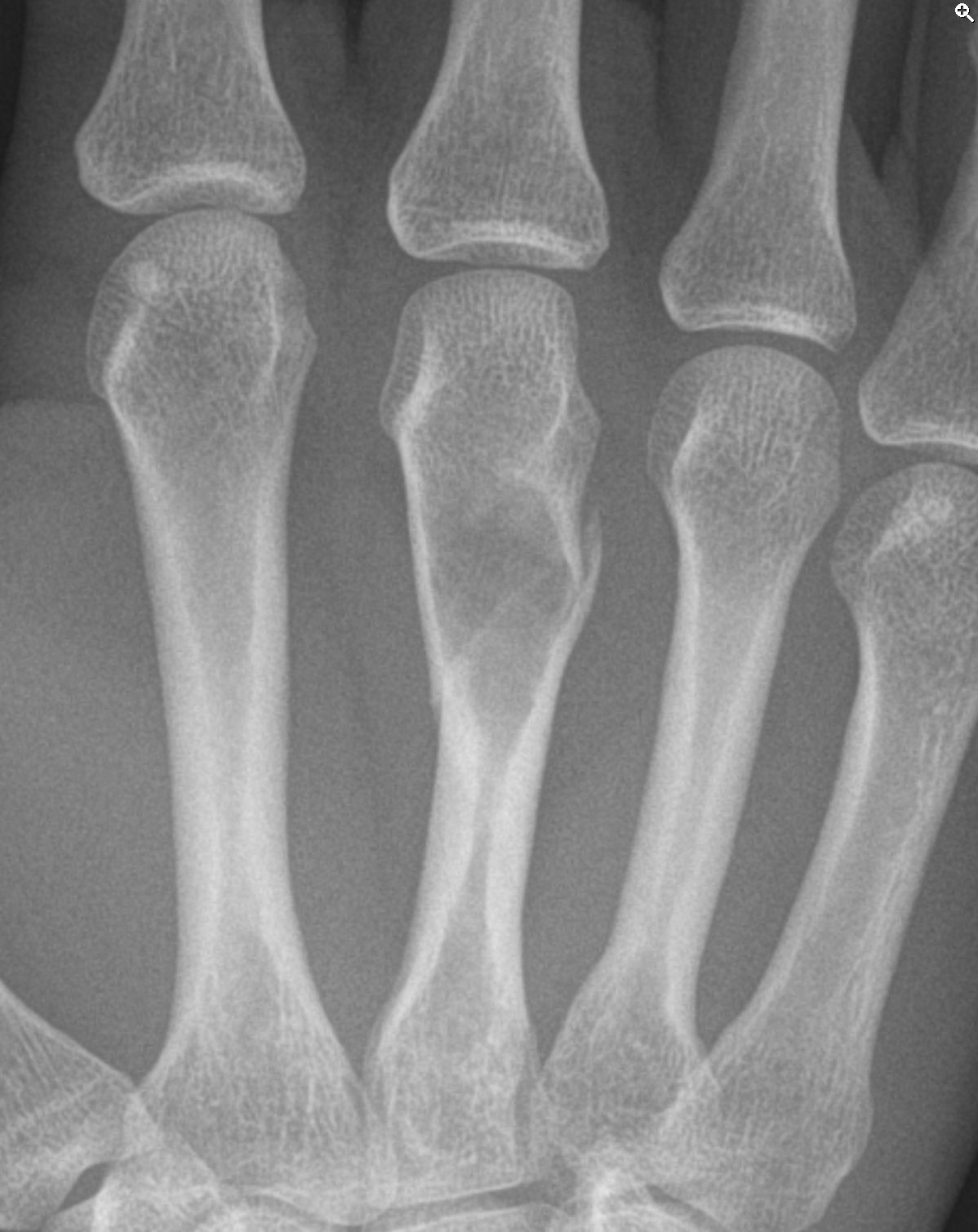
Pathologische fractuur in een middenhandsbeen door een Enchondroom

Een pathologische fractuur wordt gedefinieerd als een fractuur die ontstaat door een al bestaande verzwakking van het betreffende bot, door een lokale verzwakking of een systemische ziekte. Een dergelijke fractuur kan spontaan of na een gering trauma optreden. De meest voorkomende oorzaken zijn tumoren in het bot (uitzaaiingen van een kwaadaardig gezwel ofwel botmetastasen, of primaire bottumoren (osteosarcoom, Ewing-sarcoom of chondrosarcoom) en osteoporose.